# Dorin Chirtoacă
Dorin Chirtoacă   (Coloniţa, 9 d'agost de 1978) és un periodista i polític de la República de Moldàvia, vicepresident des del 2004 del Partit Liberal i batlle de la ciutat de Chișinău de 2007 a 2018.
Va néixer el 9 d'agost de 1978 a Chișinău. Va graduar-se el 2001 a la Facultat de Dret de la Universitat de Bucarest, i després va cursar estudis a França i va llicenciar-se en Dret Europeu a la Universitat Sorbona. Després va entrar a treballar a Societat Romanesa de Televisió, com a productor del programa Surprize, Surprize. Entre 2002 i 2005 va ser coordinador de projectes del Comitè de Drets Humans de Hèlsinki a Moldàvia.
Militant del Partit Liberal, del qual n'ha estat vicepresident, és conegut per les seves postures europeistes i a favor de la unió de Moldàvia amb Romania. El 2007 va ser candidat a les eleccions municipals per a la ciutat de Chișinău i va obtenir la victòria, amb el 61,17% dels vots. Si bé a la primera volta el seu percentatge era inferior al seu rival, a la segona volta va rebre el suport de diversos partits no comunistes.
Va revalidar el càrrec dues vegades, la darrera el 2015.